# Lynchburg, Ohio
Lynchburg là một làng thuộc quận Highland, tiểu bang Ohio, Hoa Kỳ. Năm 2010, dân số của làng này là 1499 người.

## Dân số
- Dân số năm 2000: 1350 người.
- Dân số năm 2010: 1499 người.